# Визит (фильм Николаса Песке)
«Визит» (англ. Visitation) — будущий британский фильм ужасов режиссёра Николаса Песке с Оливией Кук, Айлой Джонстон и Алфи Алленом в главных ролях.

## Сюжет
Из-за болезни матери девочку-подростка отправляют жить в женский монастырь.

## В ролях
- Оливия Кук
- Альфи Аллен
- Пенелопа Уилтон
- Стивен Ри
- Айла Джонстон

## Производство
Режиссёром фильма стал Николя Пеш, сценаристом — Хелен Гофран, а оператором — Закари Галлер. Производством фильма занимаются компании Entertainment One, Rumble Films и Blinder Films. Дэвид Ланкастер и Стефани Уилкокс выступили в качестве продюсеров от компании Rumble Films вместе с Кэти Холли из Blinder Films, а Джиллиан Шар, Кортни Каннифф и Шанель Видал — от компании eOne.
Актёрский состав возглавила Оливия Кук, также в него вошли Альфи Аллен, Пенелопа Уилтон, Стивен Ри и Айла Джонстон.
Съёмки проходили в январе и феврале 2023 года в Дублине и графстве Мит в Ирландии.